# Gérard Castagnéra
Gérard Castagnéra, né le 23 septembre 1943 à Agadir (Maroc) et mort le  2 septembre 1993 à Bordeaux, est un homme politique français.

## Biographie
Entré en politique en 1978, gaulliste militant, il anime durant 5 ans la section RPR de Talence. Élu maire de la ville en 1983 à 39 ans, il est réélu en 1989. 
Lors des Élections régionales françaises de 1986 il devient conseiller régional. Il est élu député en 1993 et meurt quelques mois après le début de son mandat le 2 septembre 1993.
Médecin généraliste, puis anesthésiste, il est fils de militaire, marié et père de deux enfants.
La nouvelle bibliothèque municipale de Talence inaugurée en 1996 porte son nom.

## Détail des fonctions et des mandats
Mandat parlementaire
- 28 mars 1993 - 2 septembre 1993 : Député de la 3e circonscription de la Gironde